# Erich Danehl
Erich Danehl (* 22. Juni 1887 in Osterburg; † 23. Dezember 1954) war ein deutscher Jurist, Verwaltungsbeamter und Politiker (SPD).

## Leben und Beruf
Nach dem Abitur nahm Danehl ein Studium der Rechtswissenschaften auf, das er im Jahr 1914 mit dem Assessorexamen und mit der Promotion zum Dr. jur. beendete. Er war Mitglied der Studentenverbindung Lunaburgia Göttingen. Anschließend trat er in den preußischen Verwaltungsdienst ein. Er arbeitete von 1920 bis 1926 als Regierungsrat bei den Finanzämtern in Hannover, Northeim und Zellerfeld, wechselte dann zum Polizeipräsidium Halle und wurde im Jahr 1927 Leiter des staatlichen Polizeiamtes in Wandsbek. Seit 1927 war er als Oberregierungsrat stellvertretender Polizeipräsident in Barmen-Elberfeld. Von 1928 bis 1932 fungierte er als Polizeipräsident in Gleiwitz, 1932/33 als Polizeipräsident von Harburg-Wilhelmsburg. Nach seiner Entlassung durch die Nationalsozialisten hatte er Kontakte zum Widerstandskreis um Carl Friedrich Goerdeler.
Danehl gehörte, zusammen mit Hans Fritsch, zum Freundeskreis von Kurt Tucholsky, der die beiden als „Karlchen und Jakopp“ u. a. in Schloß Gripsholm auftreten ließ. Sie hatten sich im Ersten  Weltkrieg in Alt-Autz kennengelernt.

## Politik
Danehl amtierte von Februar 1946 bis Juni 1946 als Landrat des Kreises Northeim. Er wurde zum Ministerialdirektor ernannt und war von 1946 bis 1952 Staatssekretär im Innenministerium des Landes Niedersachsen.

## Ehrungen
- 1952: Großes Verdienstkreuz der Bundesrepublik Deutschland

## Sekundärliteratur
- Michael Hepp: Kurt Tucholsky. Biographische Annäherungen. Reinbek 1993
- Kurt Tucholsky: Gesamtausgabe. Texte und Briefe. Bd. 18. Reinbek 2007